# Ida Björnstad
Ida Björnstad, född 15 april 1986 i Storumans kommun, är en svensk programledare och reporter som tidigare var anställd på TV4.

## Biografi
År 2015 startade hon projektet “Ge bort till sport” och bevakade även hockey-VM i Prag. Björnstad var säsongen 2016/2017 till 2017/2018 programledare för Studio: HockeyAllsvenskan i C More. Hösten 2017 meddelade hon att säsongen 2017/2018 blev hennes sista säsong, med bakgrund till att hon valde att flytta med pojkvännen och NHL-stjärnan Mattias Ekholm till USA. Björnstad efterträddes på C More från säsongen 2018/2019 av Frida Nordstrand.